# Diecéze abulská
Diecéze Abula je titulární diecéze římskokatolické církve, založená roku 1969 a pojmenovaná podle starého města Abula v dnešním Španělsku. Diecéze byla sufragannou arcidiecéze toledské.

## Titulární biskupové
| hodnost          | jméno                    | úřad                                                   | od                 | do              |
| ---------------- | ------------------------ | ------------------------------------------------------ | ------------------ | --------------- |
| titulární biskup | Javier Osés Flamarique   | pomocný biskup Huescy (Španělsko)                      | 10. listopadu 1969 | 28. února 1977  |
| titulární biskup | Charles McDonald Renfrew | pomocný biskup Glasgow (UK)                            | 5. května 1977     | 27. února 1992  |
| titulární biskup | Alojz Uran               | pomocný biskup Ljubljana (Slovinsko)                   | 16. prosince 1992  | 25. října 2004  |
| titulární biskup | Salvador Giménez Valls   | pomocný biskup Valencie (Španělsko)                    | 11. května 2005    | 21. května 2009 |
| titulární biskup | Giorgio Corbellini       | předseda Úřadu pro práci apoštolského stolce (Vatikán) | 3. července 2009   | současnost      |